# Parco naturale regionale Litorale di Ugento
Il parco naturale regionale Litorale di Ugento è un'area naturale protetta della Puglia istituita con Legge Regionale n. 13 del 28 maggio 2007. Il parco è situato lungo la costa ionica, nella parte più a sud della penisola salentina, ed è delimitato dalle cittadine di Torre San Giovanni e Lido Marini. Tutela, per una profondità dalla costa di circa tre chilometri e per una lunghezza di otto, una sequenza costiera pregevolissima, costituita da un sistema dunale e retrodunale, da una serie di bacini a marea e canali di collegamento, da una imponente scogliera fossile con gravine e dalla più estesa area di macchia mediterranea del Salento.

## Storia
Il Parco Litorale di Ugento è stato istituito il 28 maggio 2007, dopo un lungo iter che è finalmente riuscito a far riconoscere l'importanza naturalistica, storica e paesaggistica dei territori che ne fanno parte.

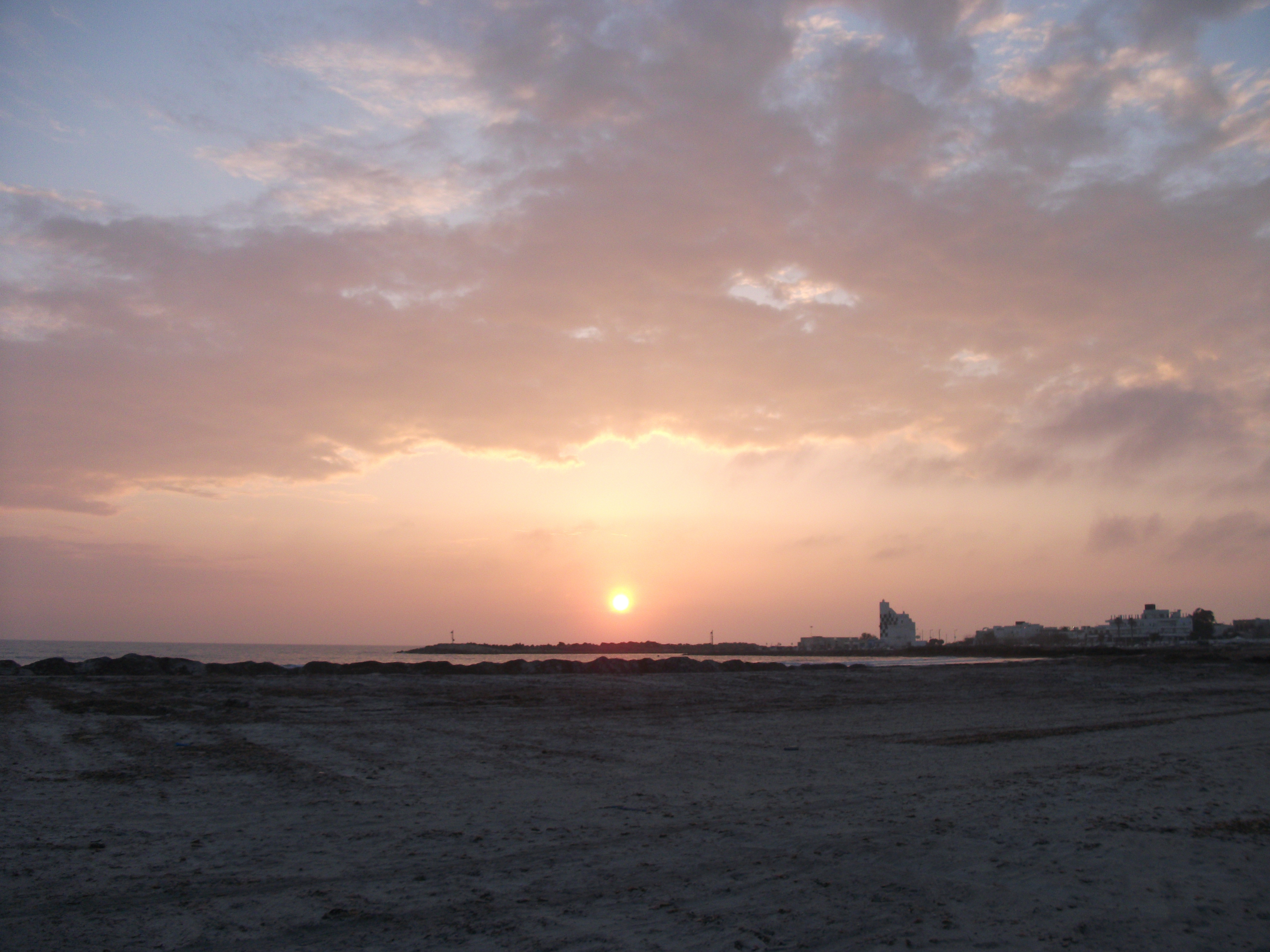
Tramonto sul parco

### L'ambiente palustre
Fino a qualche decennio fa, il paesaggio palustre dominava vastissime aree costiere del Salento, sia sul versante jonico che su quello adriatico. Si ritiene per certo che interventi di bonifica, a scopo sanitario e agricolo, siano stati attuati già in epoca messapica e romana, prova ne sono le numerose strutture megalitiche (dolmen e menhir oggi in parte scomparsi) e le specchie dette del Corno, del Mazzarino e Moresana, poste in posizione dominante; a questi si aggiungono anche i resti di chiuse e mura arcaiche presenti in più tratti del crinale.

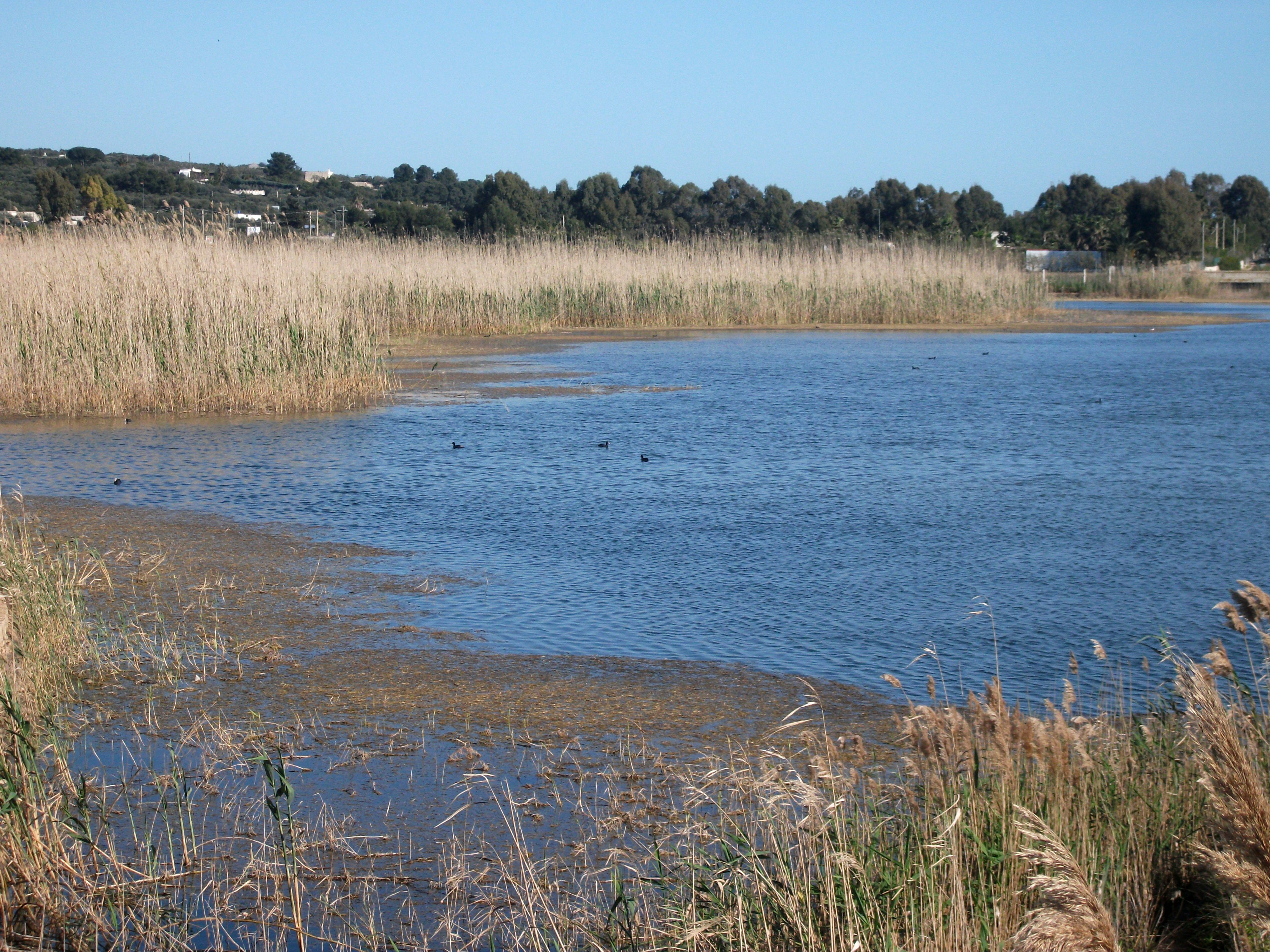
Vista del bacino Rottacapozza Sud

 Ma le origini delle paludi salentine (localmente dette patule o patuli), tra cui quelle di Ugento, bonificate intorno agli anni 1920, si fanno risalire al periodo dell'alto Medioevo. Il controllo dell'ormai decadente Impero Romano d'Occidente lasciava il passo alle scorrerie dei pirati, che spingevano le popolazioni verso i centri dell'interno. La conseguenza naturale fu l'abbandono totale delle fasce costiere e lo sviluppo sempre maggiore delle paludi, che andranno poi a interessare un'area estesissima, da Taranto a Nardò e da Gallipoli a Leuca sulla costa jonica, da Brindisi ad Otranto su quella adriatica. Qui, a causa del terreno costituito da strati sabbiosi-argillosi, compatti e poco permeabili, si raccoglievano le acque freatiche superficiali e quelle meteoriche delle campagne vicine, oltre alle acque piovane convogliate a valle dai profondi canaloni che segnano ancora oggi il profilo dei versanti dell'entroterra. 

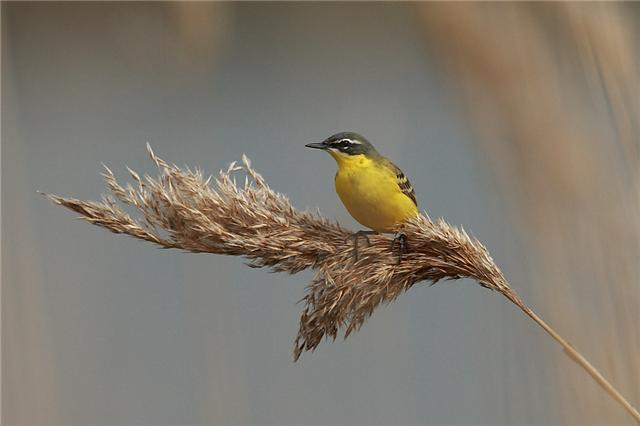
Uccello paglierino

 Impossibilitate ad aprirsi la strada verso il mare a causa del cordone dunale, ristagnavano, alimentando di continuo il sistema paludoso. Così, circa 150.000 ettari di terreni potenzialmente fertili, diventarono malsani e iniziarono a rappresentare anche un grande pericolo per le migliaia di contadini costretti a convivere, per secoli, con le possibili epidemie di malaria, che sovente si sviluppavano proprio a causa della presenza delle paludi.
A parte sporadici interventi di proprietari terrieri, che già all'inizio dell'Ottocento avevano provato a bonificare alcune aree aprendo dei canali per agevolare il deflusso delle acque stagnanti verso il mare, la feudalità, sia laica che ecclesiastica, non volle mai porre un rimedio definitivo al problema, a dispetto anche delle richieste disperate delle classi meno abbienti.

Bisogna attendere il decennio dopo l'Unità d'Italia (1861) per avere i primi progetti statali di bonifica.

### Le bonifiche e i bacini a marea

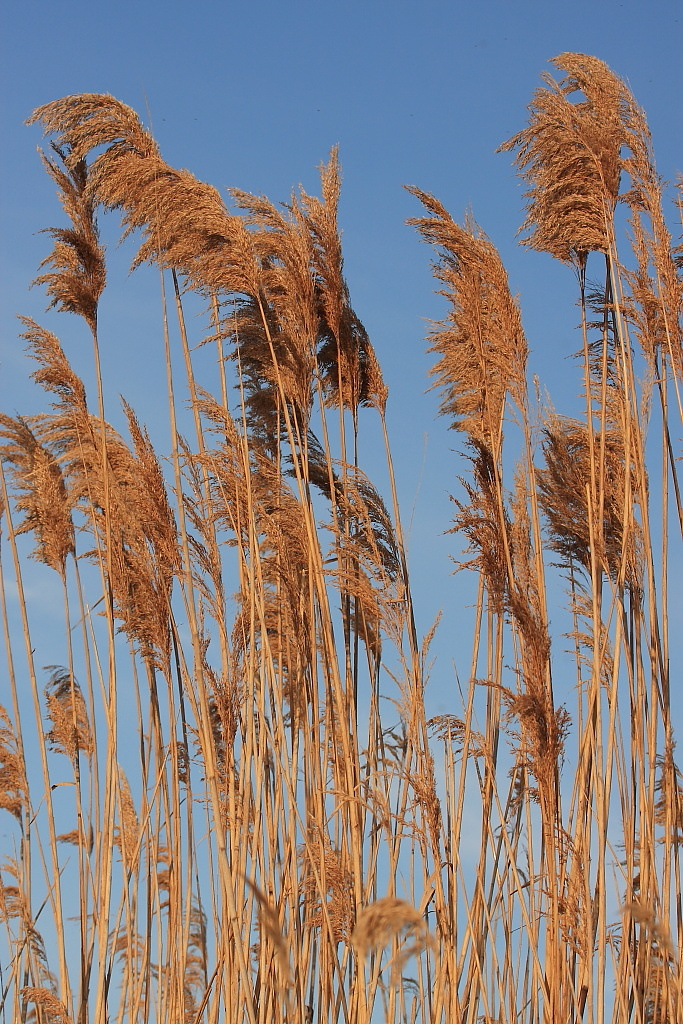
Vegetazione lacustre

Il problema della bonifica delle paludi fu affrontato durante il periodo di dominazione borbonica: nel 1855 un regio decreto ordinava il risanamento di tutte le aree paludose del regno, prevedendone anche il rimboschimento, la colonizzazione e l'irrigazione. Tali buoni propositi non bastarono però ad abbattere il sistema di privilegi del sistema fondiario, e pochissime furono le zone bonificate che l'amministrazione sabauda ereditò con l'unità d'Italia.
Col trascorrere degli anni, alla somministrazione di chinino si aggiunse anche il largo utilizzo di pesticidi. Tuttavia, tali contromisure non riuscivano ancora a migliorare la situazione sanitaria e ad evitare epidemie di malaria, tifo e tubercolosi.
Il primo studio dettagliato sulle paludi del Regno d'Italia risale al 1865. Nella relazione sono descritte le paludi di Terra d'Otranto, tra cui quelle di Ugento, dette Mammalie e quelle della marina Torre San Giovanni. Numerosi i progetti di bonifica che si susseguirono negli anni successivi. Nel 1867 il Comune di Ugento deliberò la realizzazione, non portata a termine, di una strada che dal paese conducesse al mare, per facilitare la cura dei terreni paludosi costieri e incentivare l'attrattività turistica della costa. Tuttavia, il primo ventennio del Novecento, malgrado le denunce delle amministrazioni locali, non portò a soluzione il grave problema economico-sanitario. Tra il 1924 e il 1932 i casi di malaria registrati nella sola Ugento oscillarono tra i 1071 e i 2416, su una popolazione complessiva di circa 5 000 abitanti.

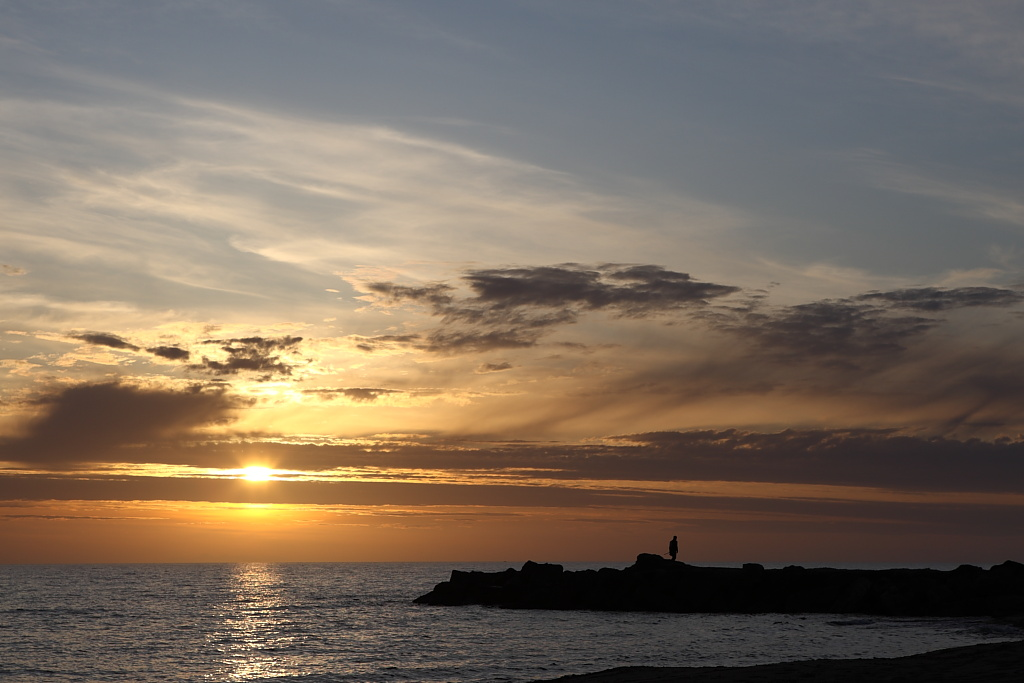
Rosso di sera

  Nel 1923 il recupero delle terre malsane entrò nei programmi dell'Amministrazione Statale, che con la legge 3256, la cosiddetta Legge Mussolini, dettò le prime disposizioni per una profonda bonifica. Nel 1927 venne infine emanato un decreto per la costituzione di un consorzio e l'esecuzione delle bonifiche nell'area di Ugento.
Le prime paludi ad essere oggetto dei lavori di risanamento furono la palude Ulmo, la palude Bianca e la palude Suddenna. Si procedette alla costruzione del canale collettore Mammalie, si costruirono bacini di espansione delimitati da muretti a secco per il drenaggio delle acque, con il materiale di sterro si alzò il livello delle depressioni maggiori; un ampio canale metteva in comunicazione i bacini con il mare, in maniera da far defluire le acque stagnanti nel periodo di bassa marea e di far penetrare le acque marine nei bacini durante l'alta marea, al fine di risanare naturalmente, attraverso l'incremento di salinità, le acque salmastre.

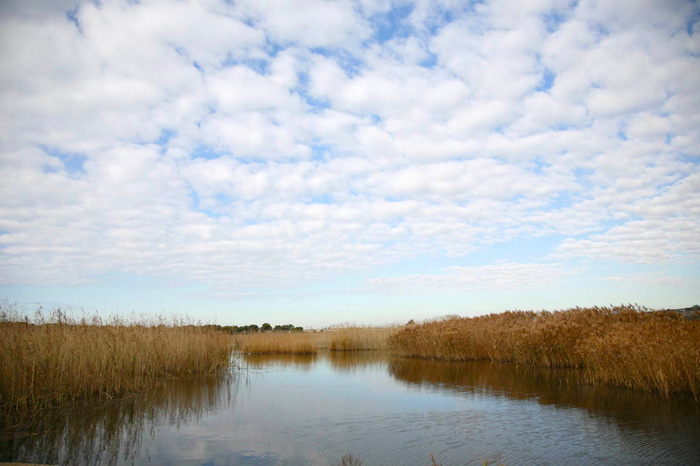
Bacini di Ugento

 Successivamente, altri bacini e nuovi canali furono creati nella palude del Pali, di Rottacapozza e degli Spunderati, permettendo di mettere a coltura migliaia di ettari di terra. Il risultato fu l'attuale sistema dei Bacini di Ugento il quale, per superficie, costituisce uno dei maggiori ambienti lacustri costieri del Salento. I bacini, tutti collegati tra loro, hanno lo sbocco al mare in corrispondenza delle marine di Torre San Giovanni, di Torre Mozza e di Punta Macolone, a Lido Marini:
- bacino Suddenna, 17396 m²
- bacino Bianca, 18378 m²
- bacino Ulmo, 13823 m²
- bacino Rottacapozza Nord, 37014 m²
- bacino Rottacapozza Sud, 112000 m²
- bacino Spunderati Nord, 59836 m²
- bacino Spunderati Sud, 148440 m²

### Lo sviluppo costiero

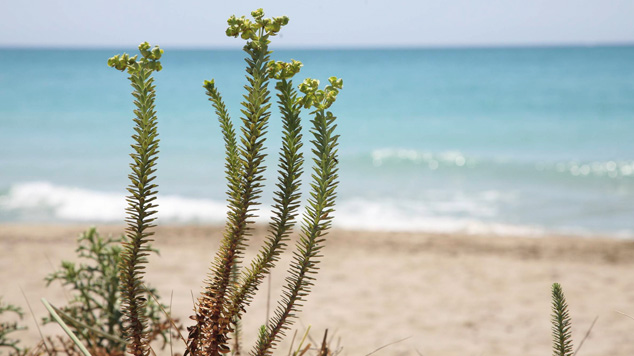
Vegetazione costiera

Le profonde trasformazioni di questo territorio, iniziate nel periodo delle bonifiche e giustificate da necessità sanitarie ed economiche di eccezionale gravità, sono continuate e continuano ancora oggi, non giustificate da ragioni altrettanto valide, ma spesso finalizzate solamente allo sfruttamento massiccio e irrazionale della costa a scopi turistici, compromettendo gli habitat presenti in questa area.
Uno studio realizzato per l'area destinata ad ospitare il futuro parco ha rilevato come nell'intervallo di tempo compreso tra gli anni 1955 e 2005 si siano verificati profondi cambiamenti che hanno modificato, ed in parte degradato, l'ambiente e le risorse naturali che il territorio ugentino offre da sempre. Dallo studio si evince che responsabili dei profondi cambiamenti nell'area sono stati il turismo e l'agricoltura. 

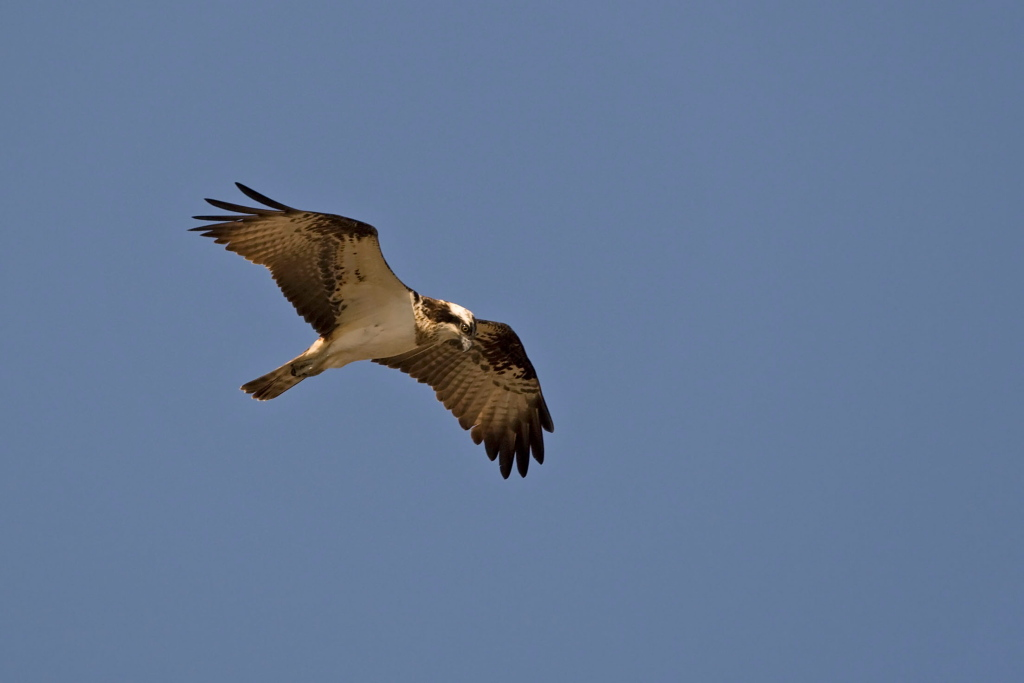
Falco pescatore in volo a Ugento

 L'azione del turismo ha prodotto una forte antropizzazione e sostanziali alterazioni lungo la fascia costiera, con pesanti ripercussioni sulla linea di costa e sull'equilibrio dell'intera area in generale. L'agricoltura ha invece operato dei cambiamenti nell'entroterra, con modifiche di tipo colturale e riduzione delle aree di naturalità. Non sono mancati negli anni gli incendi, spesso dolosi, che hanno compromesso non poco il fragile equilibrio ambientale permettendo inoltre agli sciacalli di speculare e cementificare ancor di più il territorio.
Anche la linea di costa ha subito profonde alterazioni che hanno comportato, in alcuni tratti, la perdita di oltre 140 metri di spiaggia in 50 anni. Ad accentuare ancora di più il naturale fenomeno erosivo, la realizzazione di moli perpendicolari alla linea di costa, la rimozione di parti del cordone dunale, la percezione delle piante di Posidonia oceanica come un rifiuto invece che una risorsa, la costruzione di chioschi e strutture non amovibili e non sempre a norma di legge, la realizzazione dissennata di passaggi per veicoli motorizzati negli ambienti dunali e retrodunali, la mancanza di un pianificazione intelligente del territorio.

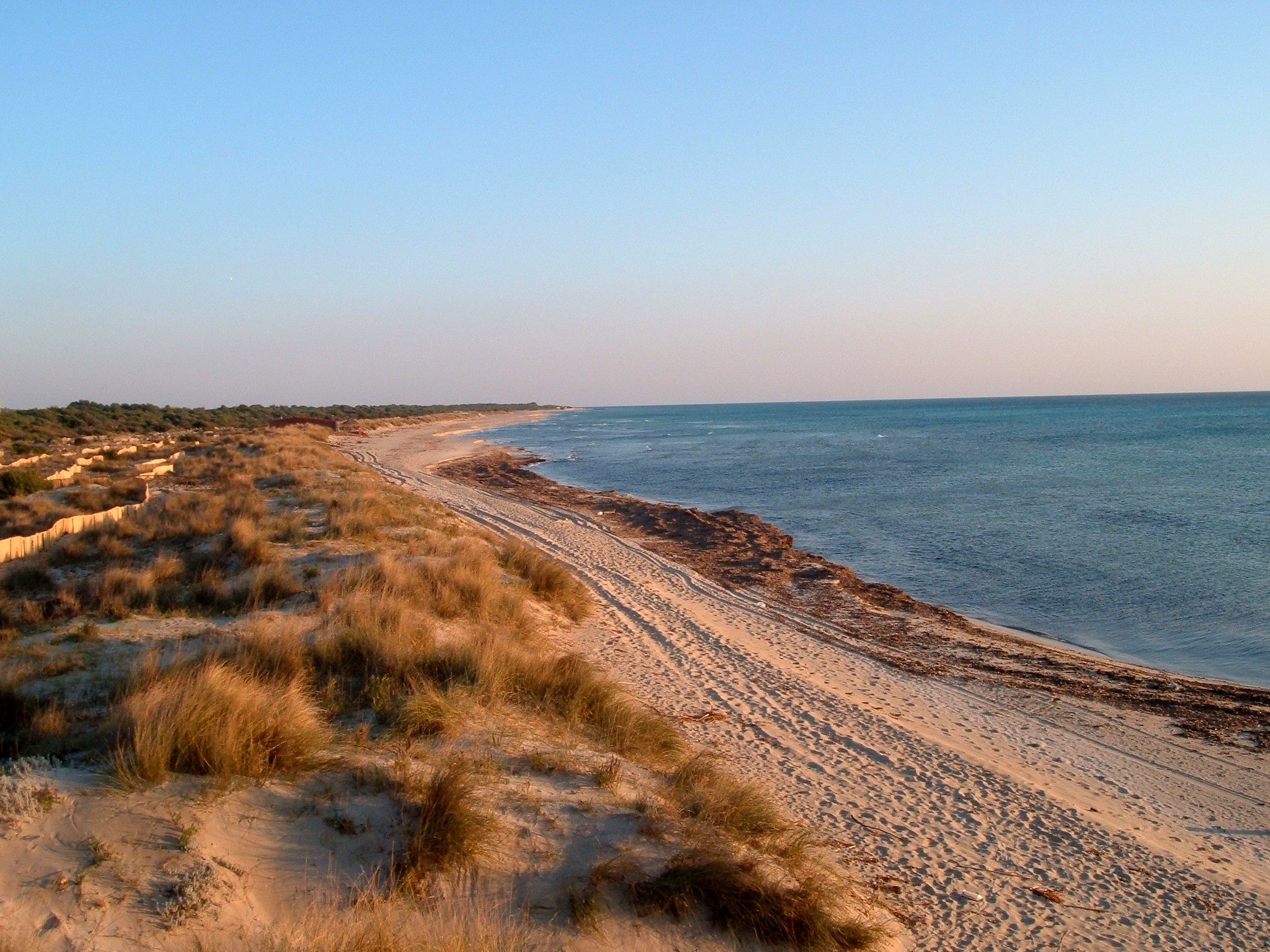
Litorale di Ugento

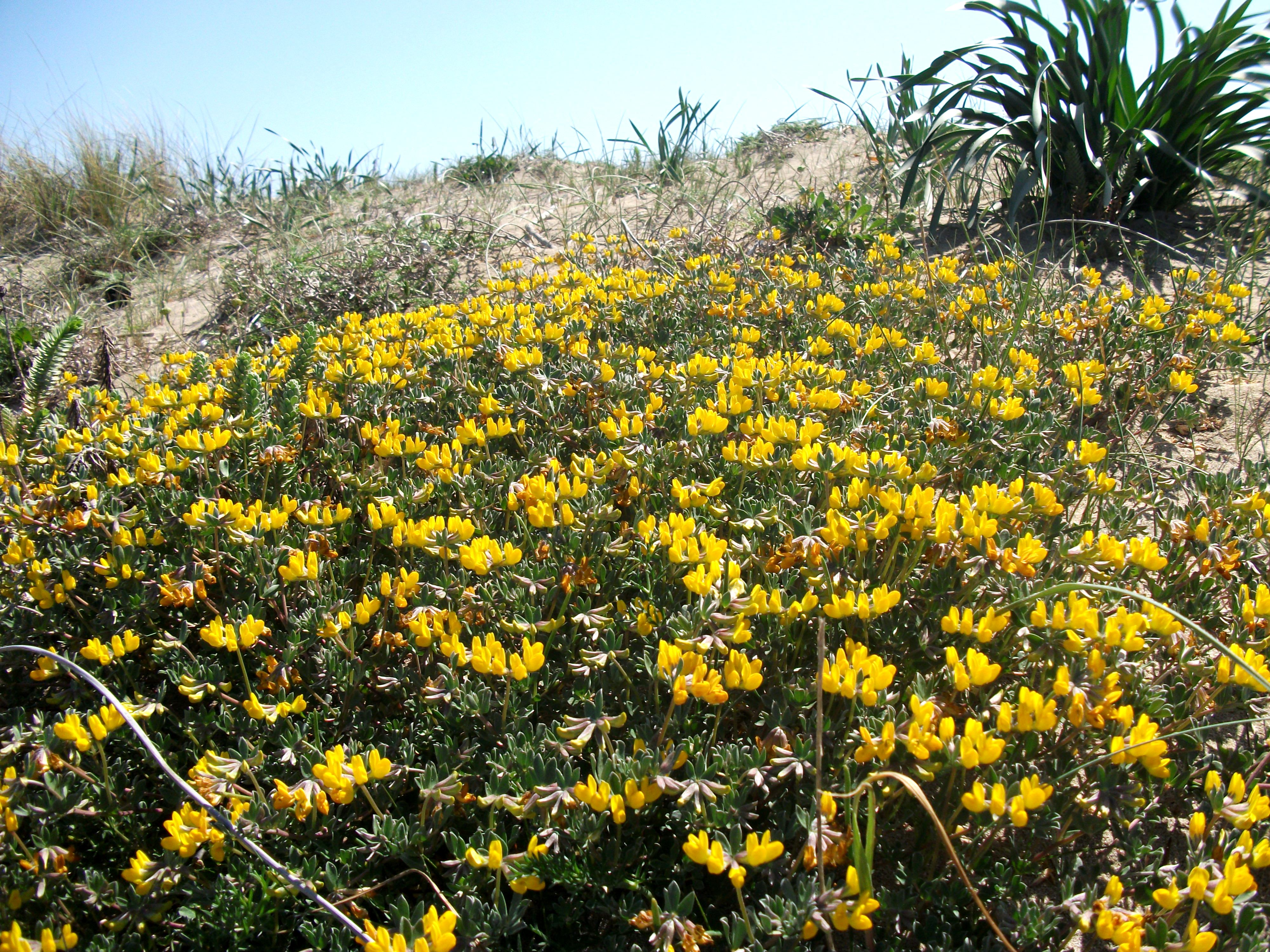
Macchia mediterranea endemica

### Le tutele ambientali
Dalla prima metà degli anni '90 in poi, diverse sono state le forme di tutela intervenute sul litorale di Ugento, spesso non sufficienti, o del tutto inutili, a fermare l'aggressione di speculatori e affaristi alle bellezze della costa ugentina.
Già nel 1923 l'area costiera viene sottoposta a vincolo idrogeologico ai sensi del Regio decreto n. 3267/1923 sui boschi e sulle foreste. La legge di protezione forse più conosciuta in tema ambientale è la 1497/39, che tutela le opere d'arte della natura e i quadri naturali di rara bellezza. A tale protezione si aggiungerà, nel 1992, quella sulle oasi della fauna selvatica, legge 157/92, comunemente conosciuta come legge sulla caccia. Il quadro di protezione nazionale viene completato con il Decreto Legislativo 22 gennaio 2004, n. 42, sulla tutela del patrimonio culturale e paesaggistico.

A livello europeo, dalla CE viene costituita il 21 maggio 1992 una rete sulla conservazione degli ambienti naturali della fauna e flora selvatiche, denominata Natura 2000. I provvedimenti sui quali poggia tale politica sono la direttiva 79/409/CEE, riguardante la tutela degli uccelli selvatici e la direttiva 92/43/CEE (detta direttiva Habitat), recepita dallo Stato italiano nel 1997. Con questi due strumenti gli Stati membri dispongono di un quadro comune d'intervento a favore della conservazione delle specie e degli habitat naturali che assumono “interesse comunitario”; non mancano inoltre riferimenti alle esigenze economiche, sociali e culturali regionali, in una logica di sviluppo sostenibile e di protezione della biodiversità nel territorio europeo. 

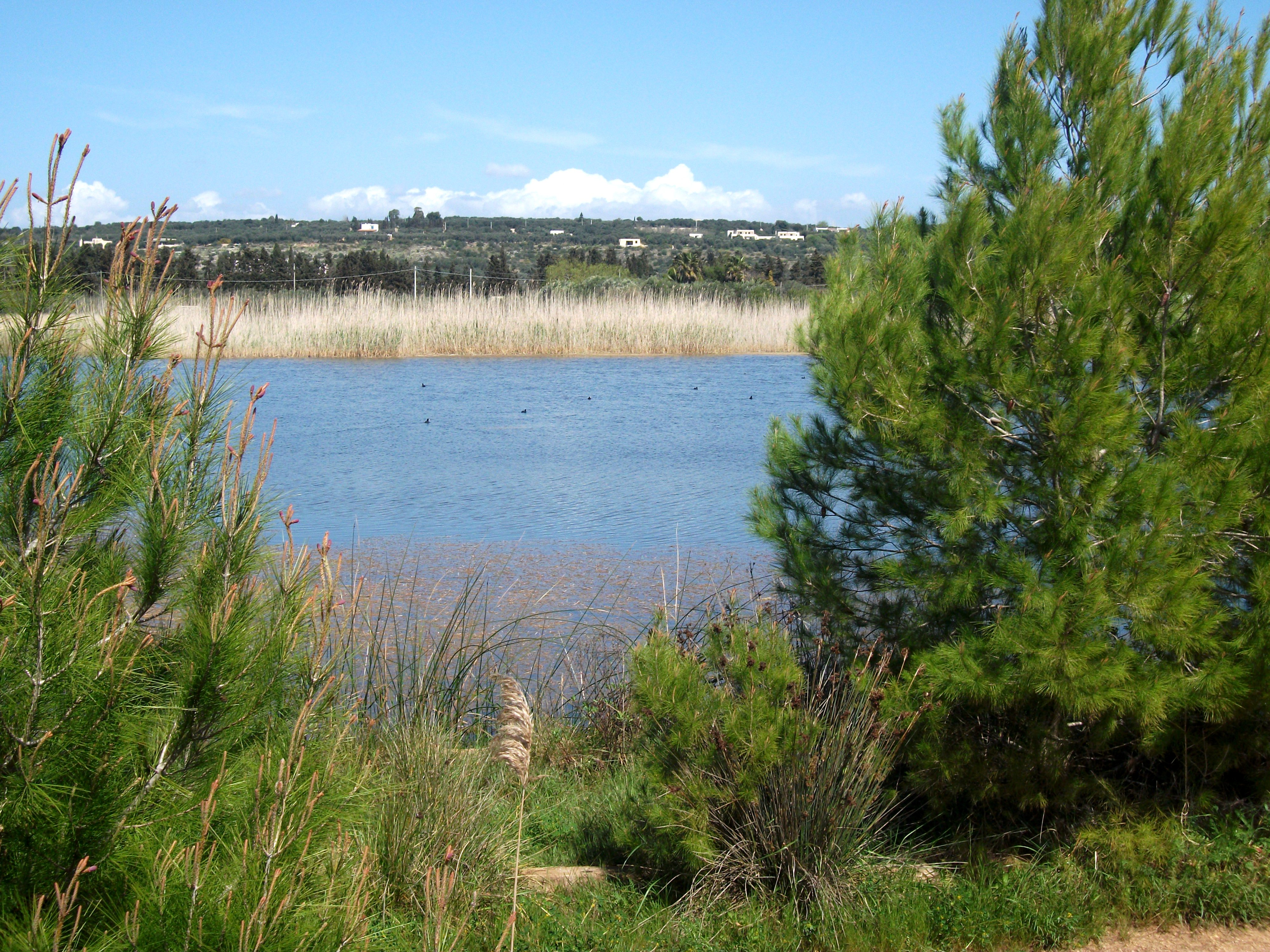
Una vista dei bacini con le serre salentine sullo sfondo

Secondo quanto stabilito dalla direttiva Habitat, ogni stato membro della Comunità Europea deve redigere un elenco di siti (i cosiddetti pSIC, proposte di Siti di Importanza Comunitaria), nei quali si trovano habitat naturali e specie animali e vegetali suscettibili di protezione europea. Sulla base di questi elenchi si redige un elenco di Siti d'Interesse Comunitario (SIC). Entro sei anni dalla dichiarazione di SIC, l'area deve essere dichiarata dallo Stato membro zona speciale di conservazione (ZSC), una delle due tipologie di zone protette, espressamente previste dal documento comunitario. In Italia, la redazione degli elenchi SIC è stata effettuata a cura delle regioni e delle province. Tutti i progetti edili che interessano tali zone sono soggetti a Valutazione di Impatto Ambientale, che ha lo scopo di accertare preventivamente se determinati progetti possano avere un'incidenza significativa proprio sui siti di importanza comunitaria.
Il sistema dei bacini di Ugento verrà classificato come Sito di Importanza Comunitaria nei primi anni del 2000.
Tutele maggiori sono dovute però ai parchi naturali: l'iter per il riconoscimento del lungo litorale di Ugento come parco viene avviato il 29 giugno 2000 da Antonio Andriolo, commissario prefettizio del Comune. Il parco ugentino verrà istituito solo nel 2007, ben sette anni dopo l'iniziale richiesta, ritardo che vedrà, purtroppo, una forte riperimetrazione in difetto dei confini della tutela.

## Territorio

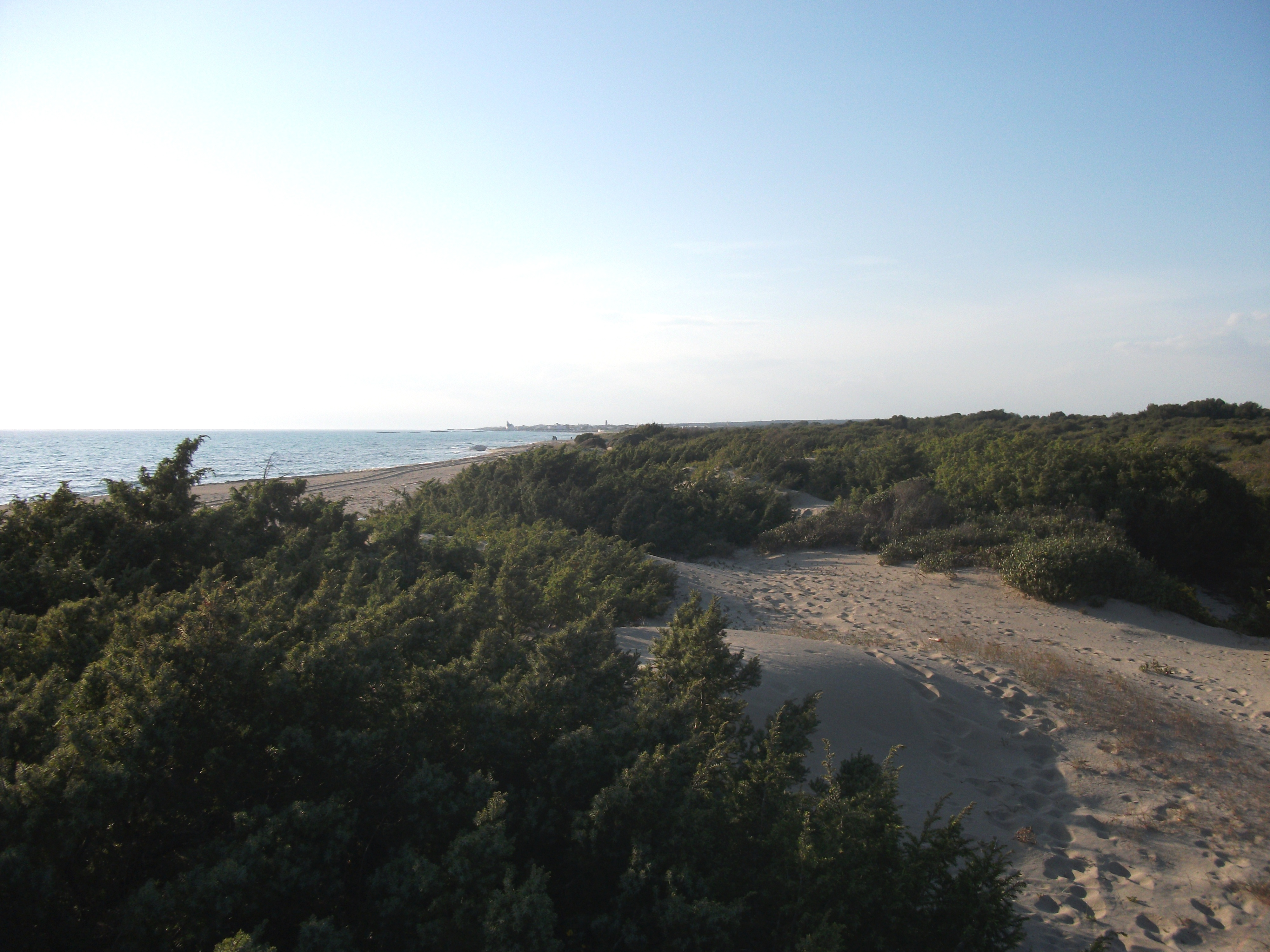
Dune con sfondo Torre San Giovanni

Il parco racchiude una delle zone più interessanti e preziose della penisola salentina, per valore naturalistico, storico e paesaggistico. Il territorio tutelato si estende per circa 1600 ettari, ed è caratterizzato da una elevata varietà di ambienti naturali. 

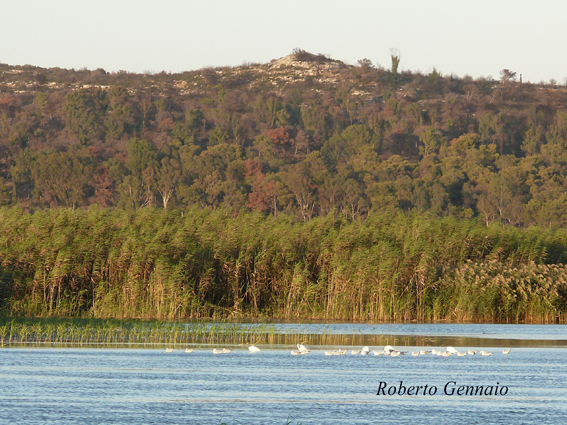
Bacini e serre

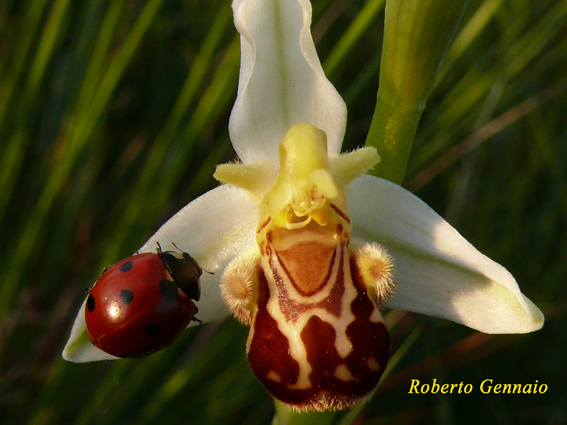
Orchidea Ophrys apifera

Procedendo dal mare verso l'interno, si incontrano dapprima la fascia dei litorali sabbiosi con dune alte anche alcuni metri, gli ambienti retrodunali, quelli palustri e alluvionali; seguono poi i depositi marini terrazzati e le “Serre di Ugento”, formazioni collinari di roccia calcarea, incise di tanto in tanto dalle “gravinelle”, canaloni carsici tra loro paralleli e perpendicolari alla linea di costa.
Il litorale è composto da sabbia molto fine, alimentato dal vento e dall'accumulo di pezzettini di gusci di piccoli organismi, come ad esempio le conchiglie, che danno alla sabbia il tanto ricercato colore bianco. La fascia delle dune è invece caratterizzata dalla presenza di gigli e di piante della macchia mediterranea, ed è importantissima per combattere l'erosione costiera. In prossimità di alcuni tratti arrivano, anche fino alla fascia dunale, formazioni molto ampie di pineta, sotto i cui alberi si trova ristoro durante le ore più calde delle giornate estive. Attraversata poi la fascia umida dei bacini e la loro caratteristica vegetazione, si incontra la tipica vegetazione di macchia mediterranea e l'inizio delle distese di uliveti, che si arrampicano sulle serre e si perdono nelle vaste campagne salentine.
Negli ultimi anni, soprattutto con la creazione del parco, sono stati effettuati numerosi interventi di recupero e conservazione del territorio, e molti altri sono in corso d'opera.

## Flora
Numerosi sono gli ambienti presenti in quest'area, inseriti nella stessa Direttiva Habitat come meritevoli di conservazione, a dimostrazione del valore della loro complessità ecologica. 

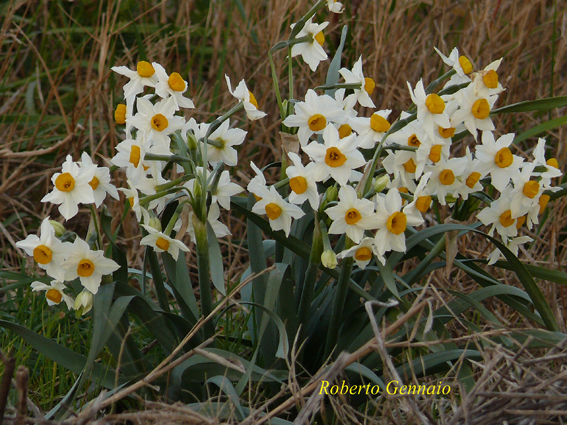
Narciso Narcissus-tazetta

Tra gli habitat naturali e seminaturali meritevoli di tutela e conservazione si trovano:

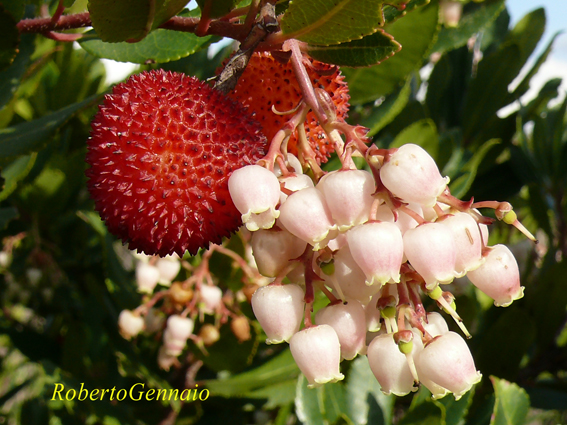
Corbezzolo Arbutus unedo

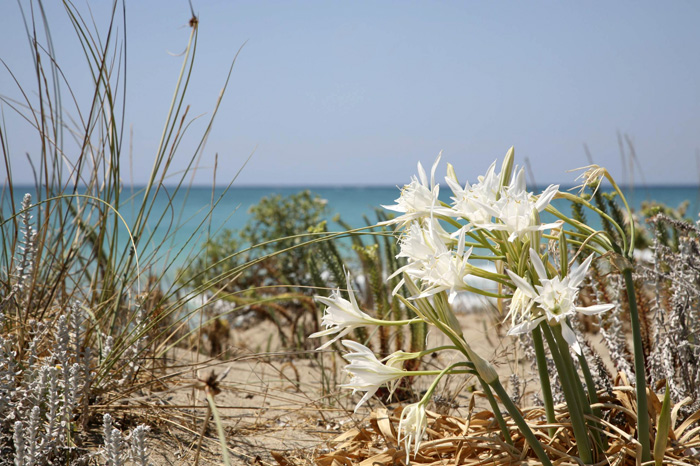
Giglio delle dune

- Praterie di Posidonia (Posidonion oceanicae)
- Lagune costiere
- Vegetazione annua delle linee di deposito marine
- Pascoli inondati mediterranei (Juncetalia maritimi)
- Steppe salate mediterranee
- Dune mobili del litorale con presenza di Ammophila arenaria
- Dune costiere con Iuniperus sp.
- Dune mobili embrionali.
- Pinete di pini mesogeni endemici
- Dune con foreste di Pinus pinea e/o Pinus pinaster
- Formazioni di Euphorbia vicino alle scogliere
- Percorsi substeppici di graminacee e piante annue (Thero-Brachypodietea)
- Pareti rocciose calcaree con vegetazione casmofitica
- Foreste di Quercus ilex

### Le specie endemiche
Anche da un punto di vista floristico l'area presenta, per qualità e quantità, caratteri di assoluto valore. Da un punto di vista qualitativo, circa il 3% delle specie sono degli endemismi, cioè esclusivi del territorio.

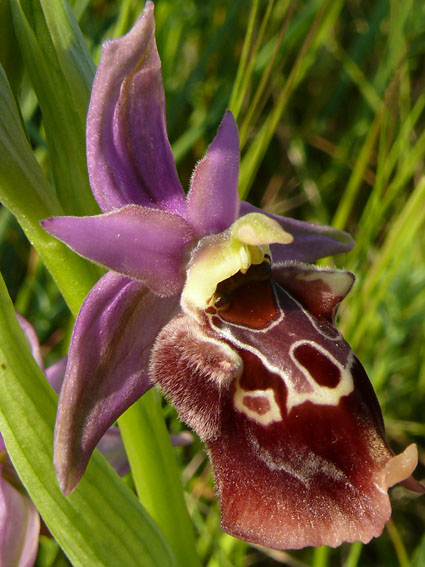
Ofride pugliese Ophrys apulica

La spiaggia che da Torre S. Giovanni si protrae fino a Lido Marini (che in alcuni tratti per fenomeni erosivi è arretrata anche di 100 metri), è caratterizzata da una serie di cordoni dunali colonizzati da un tipo di vegetazione psammofila (adattata alla sabbia e agli alti contenuti di sali). Tra le specie più rappresentative la rughetta di mare (Cakile maritima), lo spinoso eringio dai capolini ametista (Eryngium maritimum), la pungente pastinaca marina (Echinophora spinosa) dalle caratteristiche ombrelle, il vilucchio delle sabbie (Calystegia soldanella) dalle campanule rosate, il candido giglio delle dune (Pancratium maritimum), l'euforbia delle spiagge (Euphorbia paralias), cui si associano alcune tipiche graminacee dai lunghi apparati radicali, molto importanti al fine del consolidamento delle sabbie delle dune, come lo sparto pungente (Ammophila australis), formante fitti cespi con pannocchia eretta e la gramigna delle spiagge (Agropyron junceum).

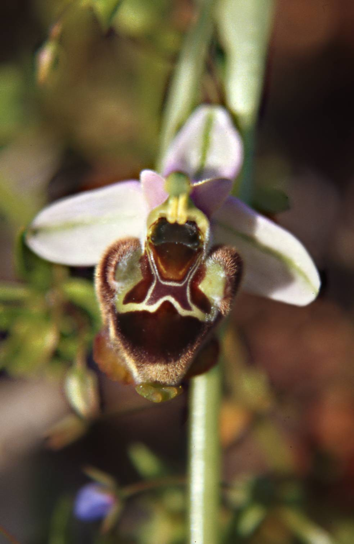
Orchidea Ophrys ozantina

  Nel corso degli studi su vegetazione e fauna condotti sui vari habitat e gli ecosistemi del Salento, Roberto gennaio, tecnico della prevenzione dell'ambiente del dipartimento Arpa di Lecce, ha rinvenuto nel parco un nuovo ibrido naturale di orchidea spontanea, quindi nuovo per la scienza. La scoperta botanica è stata pubblicata sul notiziario nº 41-2009 del Giros (Gruppo italiano ricerca orchidee selvatiche). Lo scopritore ha poi denominato l'ibrido Ophrys ozantina R.Gennaio, da Ozan, in onore ad Ugento e al parco naturale in cui è stato rinvenuto. A qualcuno potrà sembrare strano sentir parlare di orchidee, ma la flora spontanea del Salento annovera anche la presenza di diverse specie di orchidee endemiche, che fioriscono nel periodo primaverile, di piccola taglia e dal fiore grande quanto un'unghia di un pollice ma che reggono bene il confronto con quelle tropicali.

### L'ambiente dunale e l'ambiente umido
L'habitat fin qui descritto viene comunemente chiamato ammofileto. Sulle dune più consolidate s'insedia un residuo di macchia caratterizzata dal ginepro coccolone (Juniperus oxycedrus) e dal ginepro fenicio (Juniperus phoenicea), a cui si associano le specie tipiche della vegetazione psammofila e della macchia mediterranea, come la fillirea (Phillyrea latifolia), il cisto rosso (Cistus creticus), il rosmarino (Rosmarinus officinalis), la ginestra spinosa (Calicotome infesta) e l'acacia dalle copiose fioriture zafferano. 

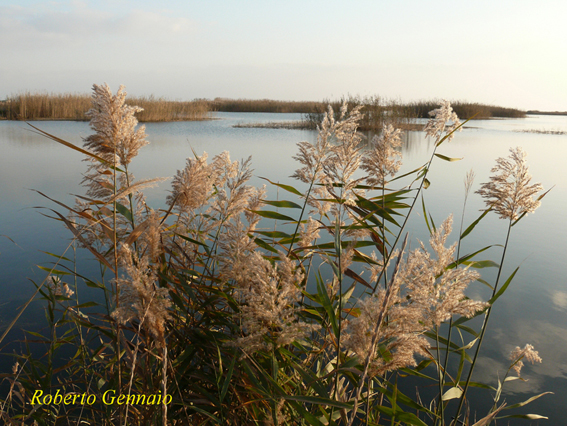
Ambienti lacustri

Tipico e dominante di quest'ambiente è il fiordaliso delle spiagge (Centaurea sphaerocephala) raramente presente lungo altre spiagge sabbiose pugliesi.
In alcuni tratti incontriamo una delle più rare e vecchie pinete costiere del Salento, la Pineta Rottacapozza, caratterizzata quasi esclusivamente dal pino d'Aleppo (Pinus halepensis), che pare sia stato impiantato nei primi anni del 1700 da alcuni frati di Gallipoli.
Le aree circostanti i bacini, residuo degli ambienti palustri del passato, sono in parte occupate da vegetazione “igrofila”, bisognosa di acqua dolce e dell'ambiente umido. La vegetazione che si sviluppa lungo il bordo dei bacini è caratterizzata da formazioni di Spartina juncea e da Juncus maritimus. Dove il substrato ha un basso tenore di salinità è presente una vegetazione igrofila di Phragmites australis, la comune cannuccia di palude. La vegetazione fluttuante o sommersa dei bacini è invece prevalentemente costituita da brasca pettinata Potamogeton pectinatus e Ruppia cirrhosa, erba da chiozzi cirrosa..

### La posidonia

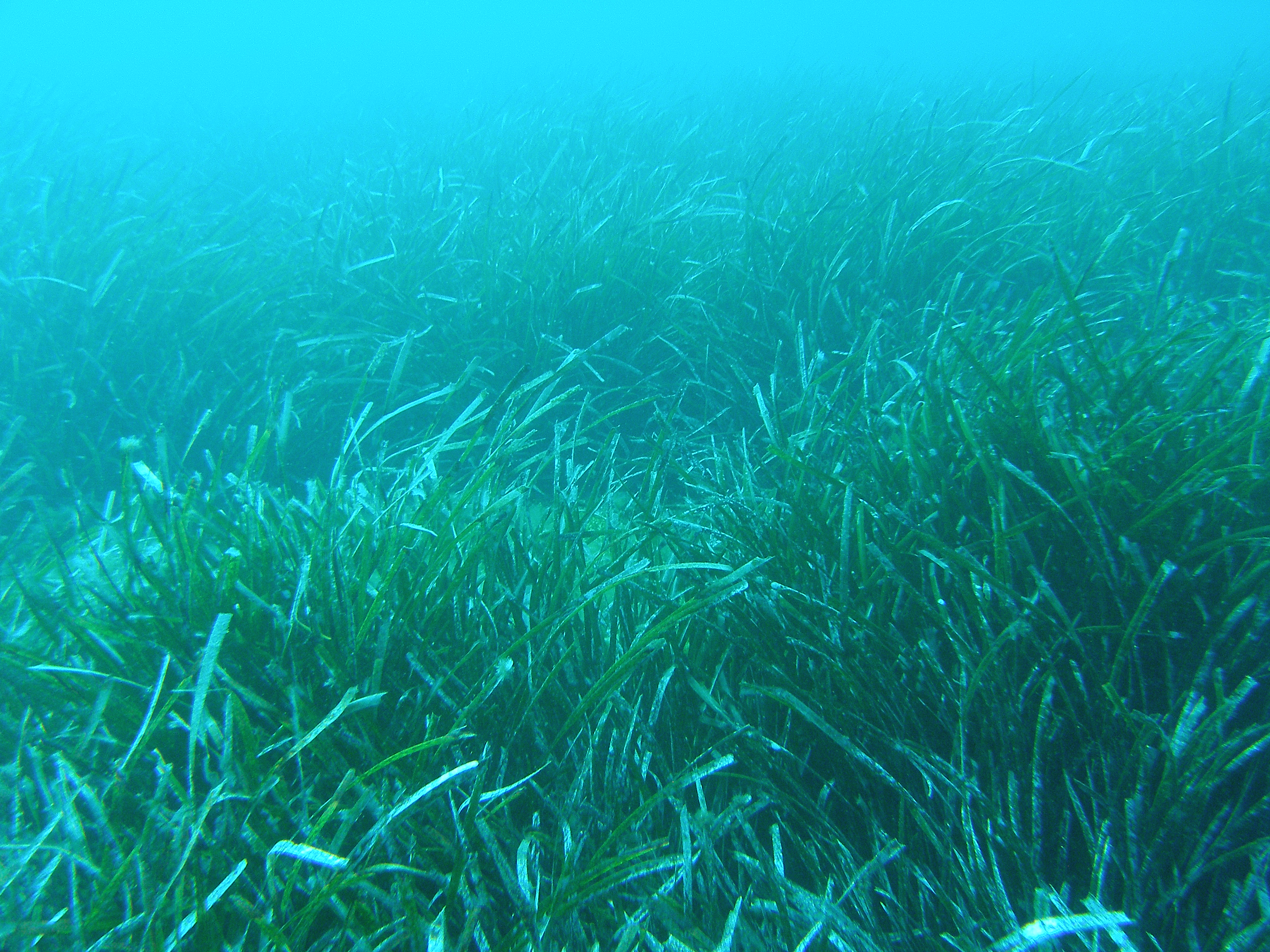
Praterie di Posidonia oceanica

La Posidonia oceanica è una pianta acquatica, endemica del Mediterraneo. Vive normalmente ad una profondità che varia tra 1 e 30 metri circa, arrivando fino a 40 metri solamente in acque molto limpide, ed ha caratteristiche simili alle piante terrestri. Sul fondale marino forma delle praterie che hanno un'elevata importanza ecologica, sia per l'aspetto biologico che nella protezione della linea di costa dall'erosione. Esse occupano un ruolo paragonabile a quello dei boschi sulla superficie terrestre, liberando grandi quantità di ossigeno nell'ambiente acquatico a tal punto da rappresentare il “polmone verde” del nostro mare. Sono inoltre indispensabili per la sopravvivenza di numerose specie di pesci e molluschi. Nel periodo invernale, come un normale albero, perde le sue foglie che vengono trasportate a riva dalle correnti marine. Per il loro fondamentale ruolo ecologico le praterie di posidonia sono tutelate dalla direttiva Habitat e dal “Protocollo per le Aree Specialmente Protette e la Biodiversità in Mediterraneo” (ASPIM, Convenzione di Barcellona). Ha perciò grande valore, e la sua presenza indica l'ottima qualità delle acque marine costiere.

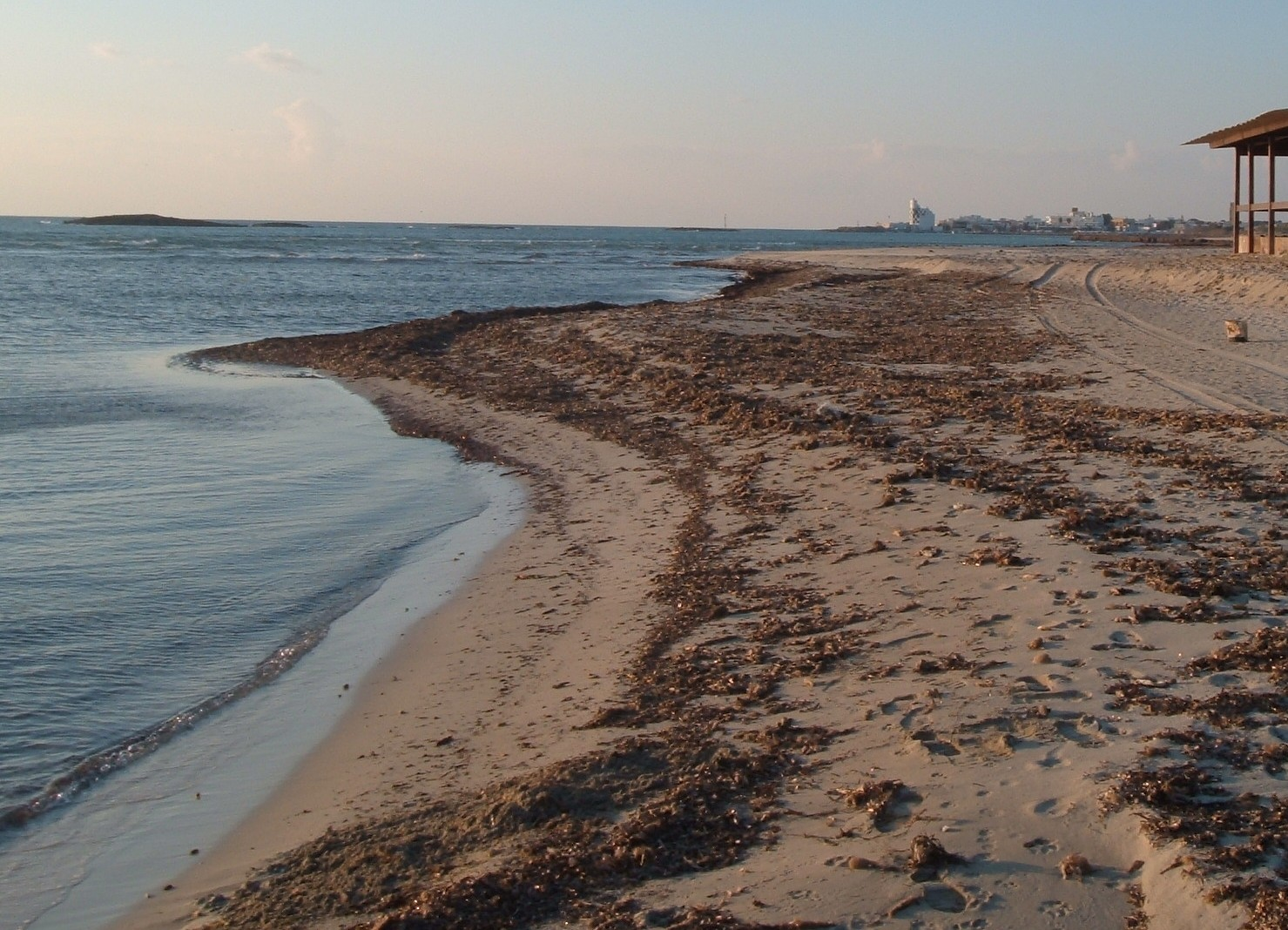
Posidonia sulla spiaggia

Ai più la posidonia può apparire come una semplice alga o addirittura un rifiuto, dato che è visibile maggiormente sui litorali bassi, sotto forma di accumuli di colore scuro, che alla vista sembrano deturpare la bellezza del paesaggio; per tale ragione negli anni è stata sistematicamente asportata dalle spiagge e buttata via proprio come un rifiuto. Tuttavia le foglie di tali piante, oggi fortunatamente rivalutate, svolgono una funzione di immensa rilevanza anche a terra: portate dalle correnti sulla battigia, agiscono da barriere naturali, difendendo la costa dall'erosione da parte del mare.

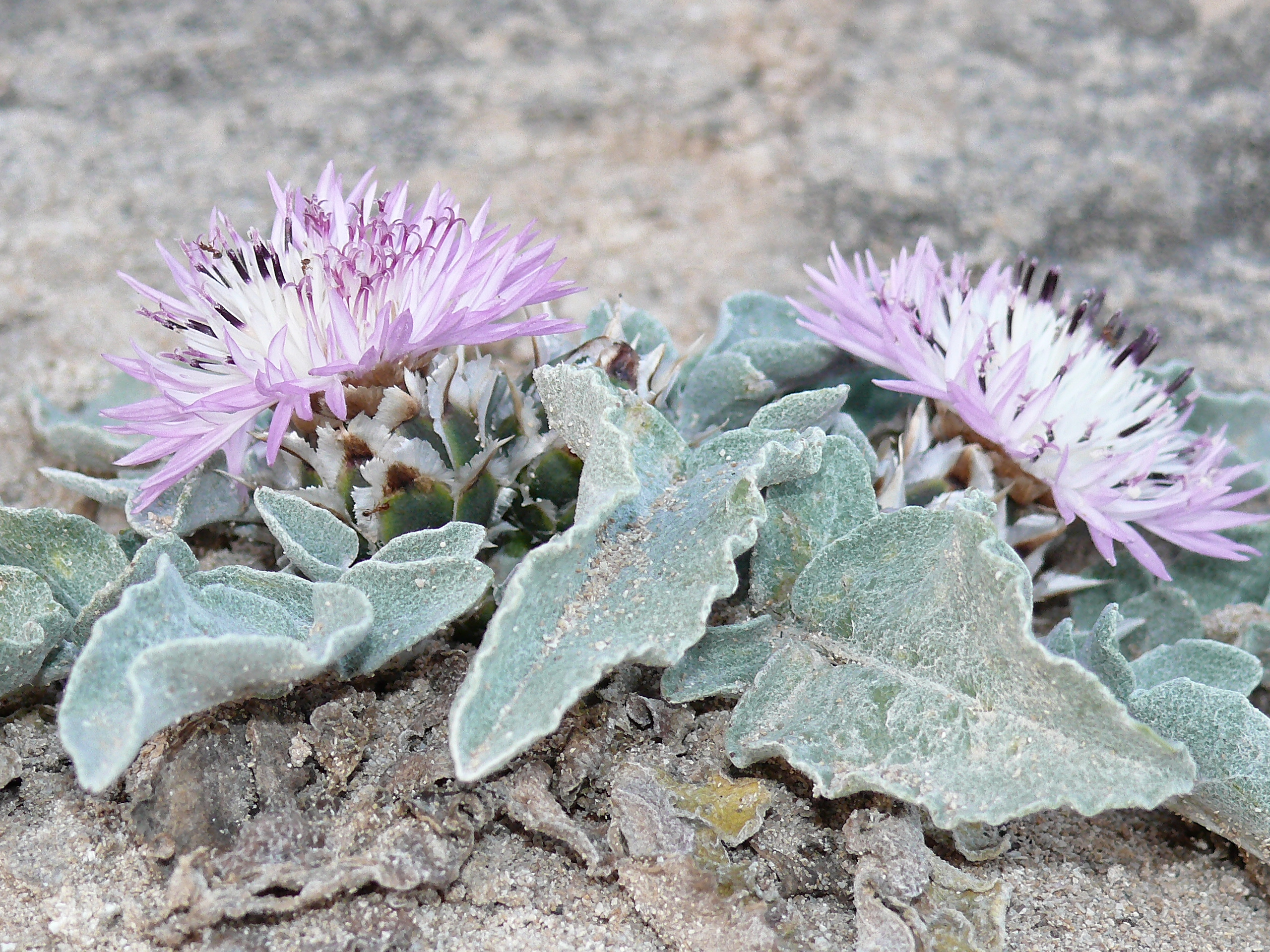
Fiordaliso di Creta

 Inoltre, dal 2006 in primavera, quando l'intensità delle correnti marine diminuisce, gli accumuli di Posidonia vengono rimossi dalle spiagge e riutilizzati per il ripristino di tratti del cordone dunale laddove, a causa delle azioni di sbancamento o di transito pedonale o con mezzi a motore, si creavano ampi varchi ed aperture. Le aree ricostituite artificialmente hanno permesso la ricrescita della tipica vegetazione di questi ambienti, che, grazie all'azione di trasporto di sabbia da parte del vento, in circa uno, due anni, rendono le dune di posidonia perfettamente integrate con le aree circostanti, rendendone impossibile il riconoscimento alla vista.

### Il fiordaliso di Creta
Nella zona delle dune fossili, nel tratto di parco che è circondato dai caseggiati di Torre San Giovanni, è stata segnalata recentemente una specie del tutto particolare per la flora italiana, il fiordaliso di Creta (Aegialophila pumila): si tratta di una pianta "psammoalofita" (resistente alla salsedine e capace di vegetare su sabbia pura), molto rara e finora solo segnalata lungo le coste sabbiose dell'Africa nord - orientale e dell'Asia Minore, con un'unica presenza europea nell'isola di Creta. 

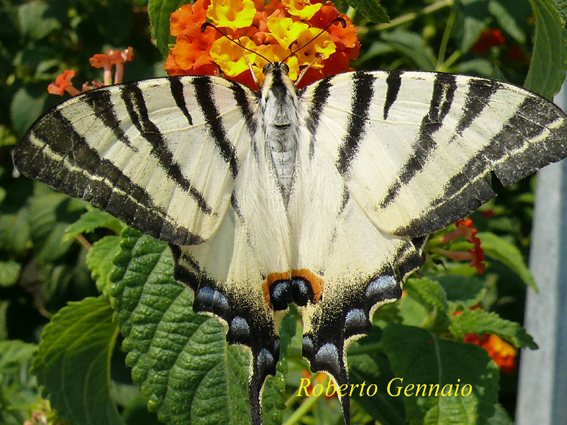
Podalirio

## Fauna

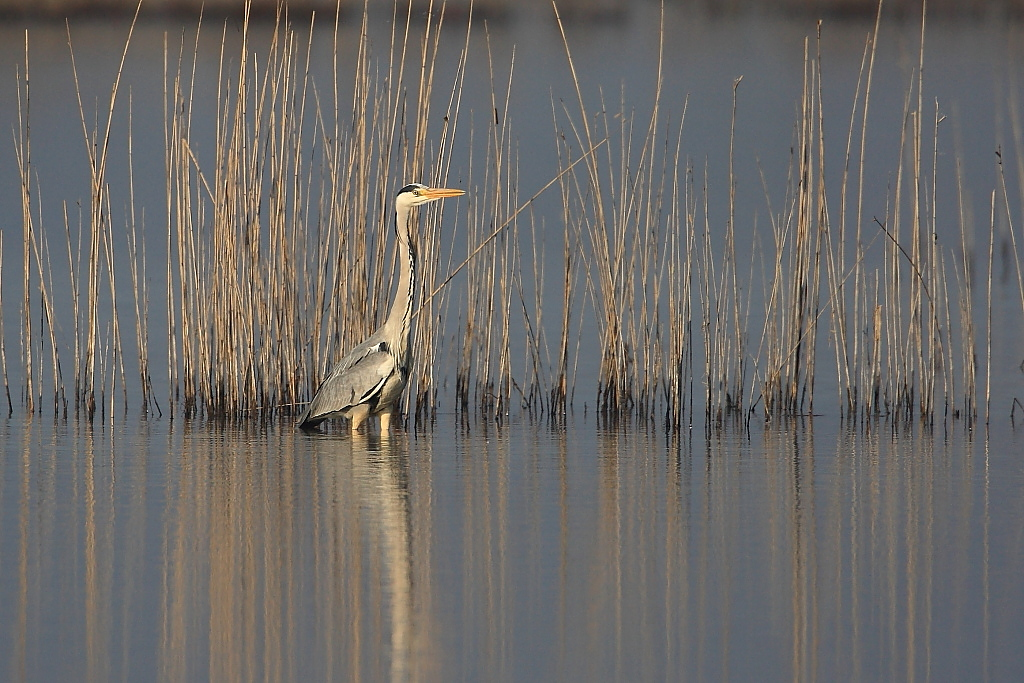

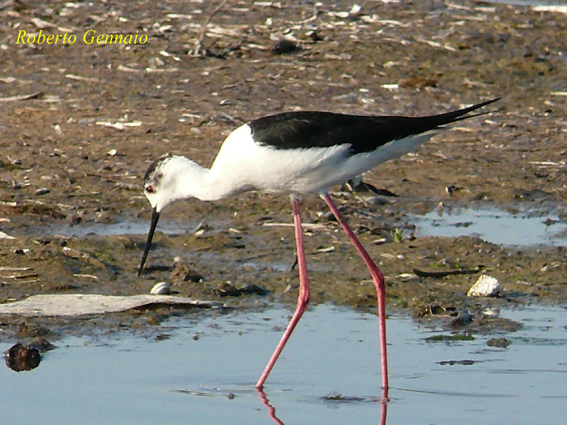
Cavaliere d'Italia

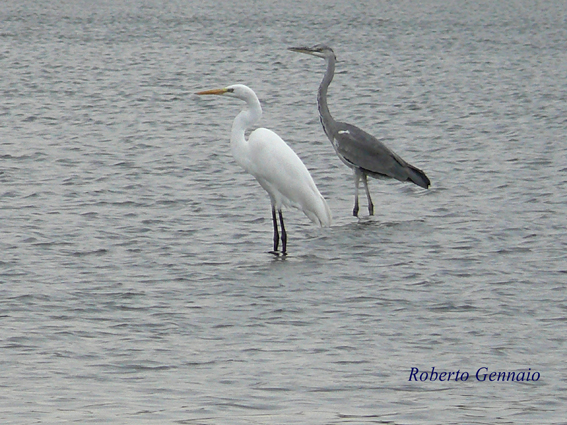
Airone bianco e airone cenerino

L'importanza del sistema dei bacini, in particolare di quello Rottacapozza Sud, è legata alla presenza di numerose specie dell'avifauna, uccelli migratori e stanziali che utilizzano questo ambiente come area di sosta, di riproduzione e di alimentazione. I bacini si trovano sulle principali rotte di migrazione raccogliendo specie di uccelli provenienti dal Nord Africa, dai Balcani e dal Nord Europa.

### Le specie protette
Oltre alle numerose colonie di gabbiani reali (Larus michahellis) e cormorani (Phalacrocorax carbo) è possibile osservare aironi rossi (Ardea purpurea) e cenerini (Ardea cinerea), cannaiole (Acrocephalus scirpaceus) o rari esemplari di fenicotteri (Phoenicopterus roseus). Nei chiari d'acqua nuotano numerose le folaghe (Fulica atra), le gallinelle d'acqua (Gallinula chloropus) e i germani reali (Anas platyrhynchos) mentre nel canneto è possibile incontrare la natrice o biscia dal collare (Natrix natrix) e la rara tartaruga palustre (Emys orbicularis). Sono presenti anche numerosi esemplari di rospo comune (Bufo bufo) e di rospo smeraldino (Bufotes viridis), di rane verdi (Rana esculenta) e della piccola raganella (Hyla intermedia).

Nella macchia, invece, si possono osservare numerose uccelli come l'upupa (Upupa epops), i fringuelli (Fringilla coelebs) e il tordo bottaccio (Turdus philomelos). Tra i mammiferi dall'indole schiva e di abitudini notturne si annoverano la volpe (Vulpes vulpes) e la donnola (Mustela nivalis), la faina (Martes foina) e il tasso (Meles meles). Nei coltivi e nei prati che circondano le macchie non è raro incontrare il riccio (Erinaceus europaeus), o rettili come il biacco (Hierophis viridiflavus) e il colubro leopardino (Zamenis situla) presente in Italia solo in poche località della Puglia, della Sicilia e della Basilicata. Purtroppo è ormai scomparsa a causa di un eccessivo prelievo antropico la testuggine di terra (Testudo hermanni).

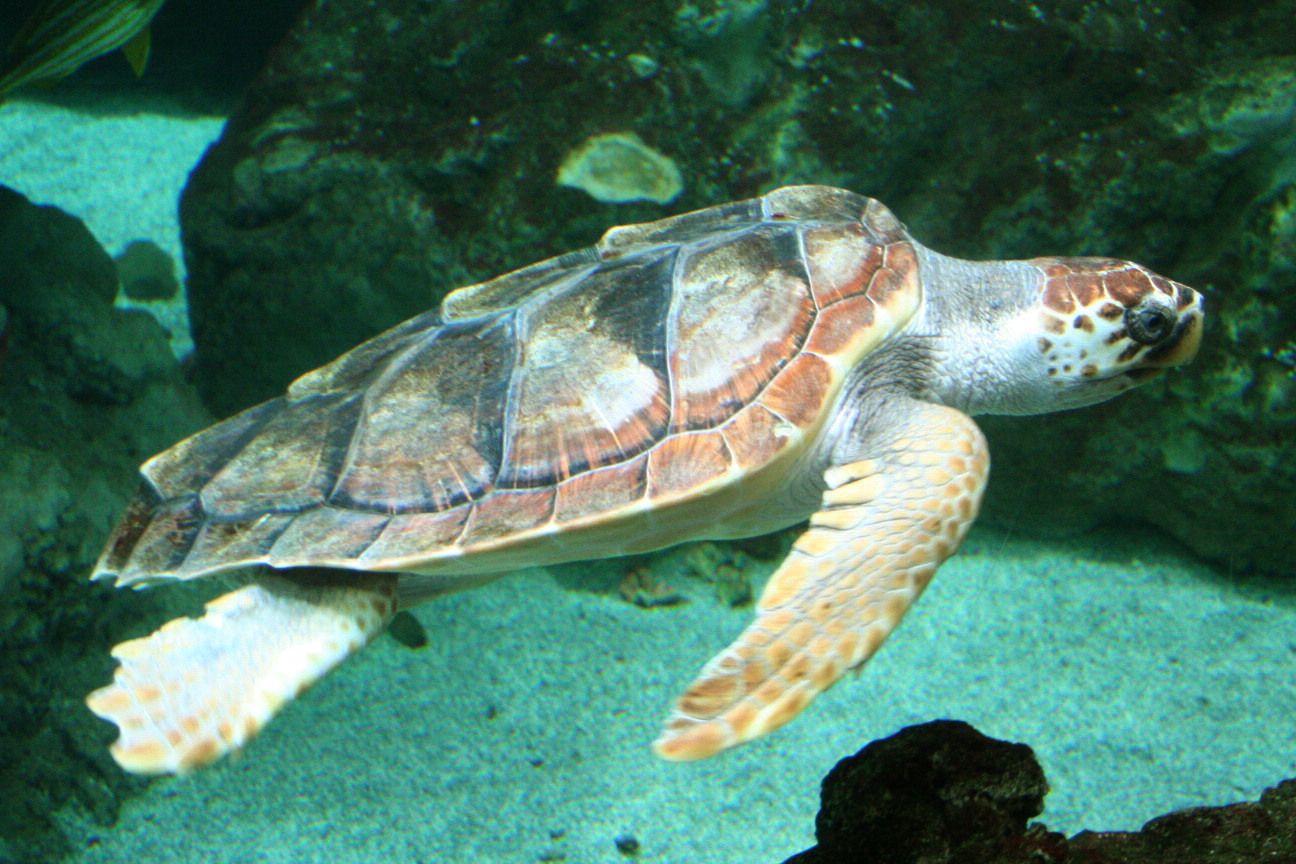
Una tartaruga caretta caretta

### Caretta caretta
Alcuni pescatori raccontano che un tempo, lungo i bassi litorali sabbiosi, arrivavano a deporre le uova le tartarughe di mare. Nel Mediterraneo, gli ambienti di riproduzione della tartaruga marina (Caretta caretta) sono ormai limitatissimi per il disturbo umano dovuto al turismo balneare; non è però difficile pensare che un tempo questi rettili acquatici prediligessero le coste ugentine, dato che si hanno notizie, anche recenti, della loro presenza sui litorali salentini.

## Attività

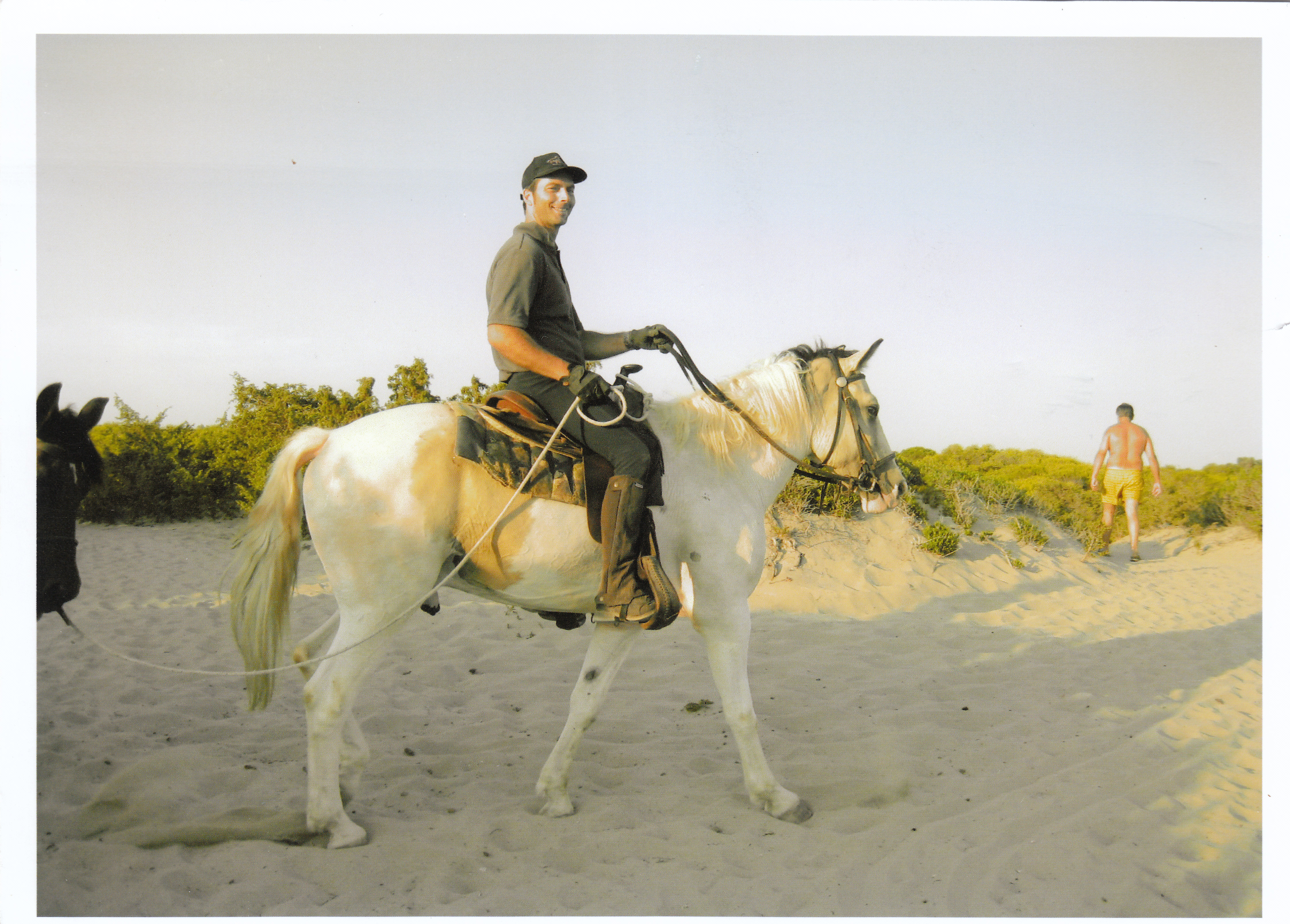
A cavallo

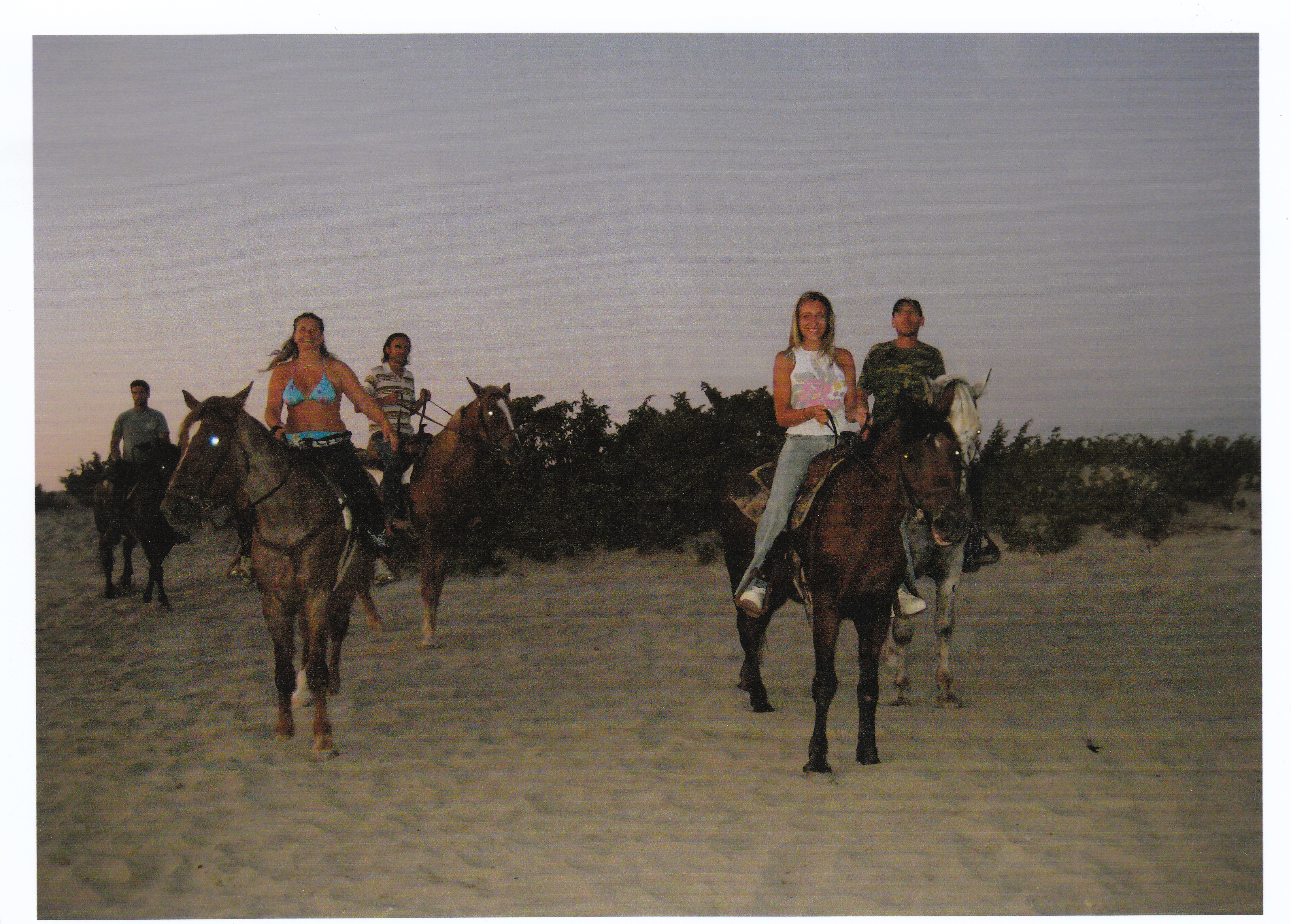
In escursione al tramonto

All'interno del parco è possibile svolgere le seguenti attività:
- passeggiata naturalistica, diurna e notturna;
- itinerario lungo la costa del Parco animato da musica e cucina tipica locale;
- pescaturismo nei pressi dell'Isola di Pazze e delle secche di Ugento, con guida e degustazione;
- surf e windsurf;
- vela e caicco;
- passeggiata a cavallo;
- trekking;
- itinerario naturalistico tra le Gravine di Ugento: dalla masseria di Bufalaria al Canale di Pera;
- Itinerario enogastronomico.